# Amaro Averna

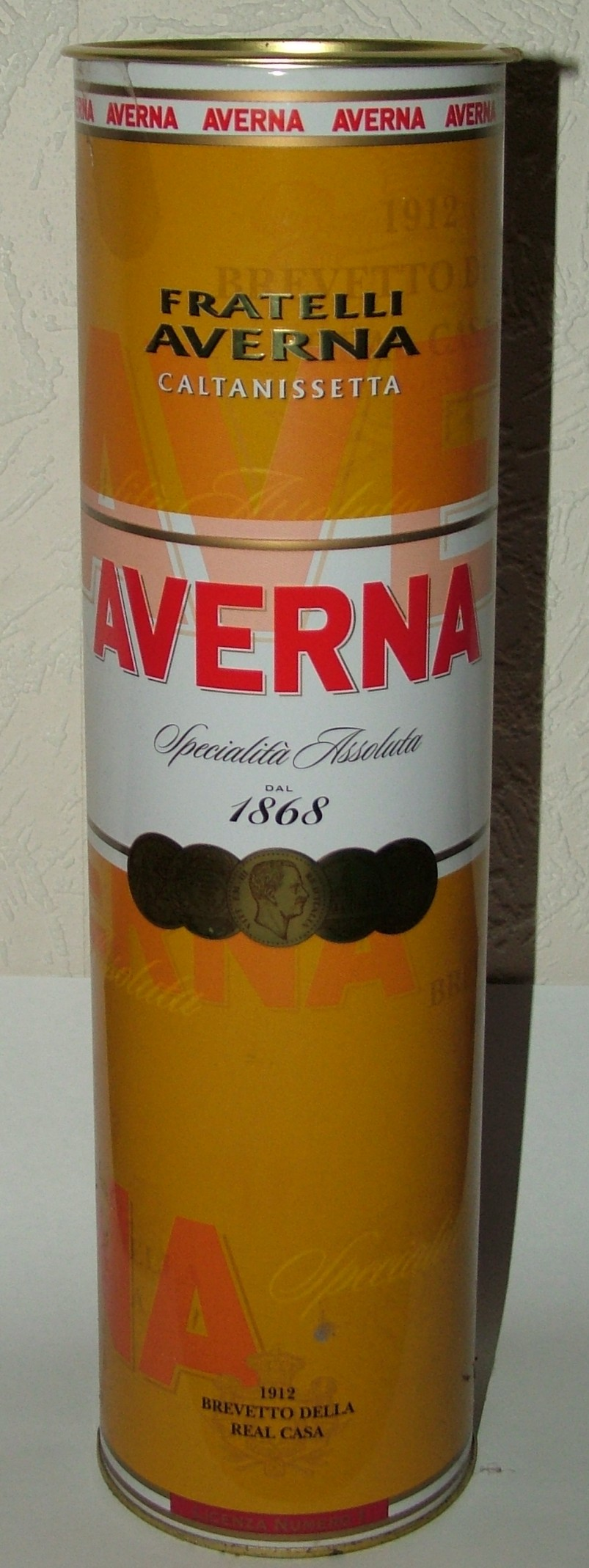
Amaro Averna

Amaro Averna est un amer italien, fabriqué à Caltanissetta en Sicile depuis 1868 par le groupe Averna. C'est un digestif doux-amer a base d'amande.

## Histoire

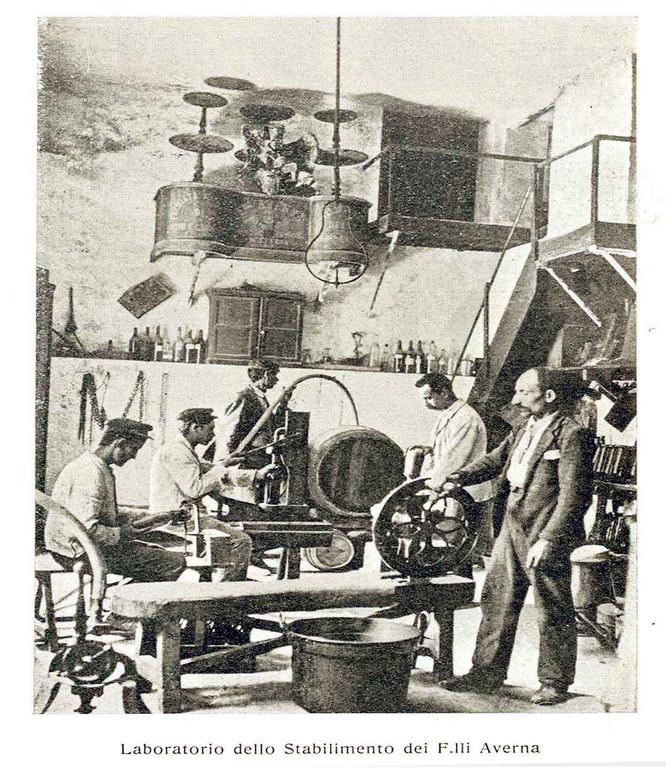
Fratelli Averna, Caltanisetta, 1911

On raconte que la recette de cet élixir aux herbes fut transmise au début du XIXe siècle à Salvatore Averna, l'aïeul de la famille, par un moine capucin de l'abbaye du Saint-Esprit. Le secret en sera jalousement gardé. Jusqu'au jour où Francesco, fils de Salvatore, transforme la villa de Xiboli en distillerie, sur les pentes de l'Etna. Breveté « Fournisseur de la Maison royale » en 1912, l'Amaro trône alors officiellement sur la table des rois d'Italie. Les émigrants qui partent pour l'Amérique emmènent leur Averna dans leurs bagages, et, dès les années 1940, tous les bars de Brooklyn en sont fournis.

## Caractéristiques
D'un degré d'alcool de 29°, elle présente une couleur caramel, avec une saveur légèrement amère. Elle se consomme nature ou avec des glaçons, comme digestif ou boisson rafraîchissante (avec beaucoup de glaçons) ou à température du réfrigérateur.